# Волжская улица (Салават)
Волжская улица — улица в старой части города Салавата.

## История
Застройка улицы началась в 1949 году.   Улица застроена частными 1—2 этажными домами.
В 50-х годах на улице проживало руководство строительства.
В настоящее время большинство домов перестроено под современные коттеджи.

## Трасса
Волжская улица начинается от Детского парка и заканчивается на улице Восточной.

## Транспорт
По Волжской улице общественный транспорт не ходит.